# Рефик Бешлагић
Рефик Бешлагић (Добој, 21. децембар 1919 — околина Олова, 8. фебруар 1943), учесник Народноослободилачке борбе и народни херој Југославије.

## Биографија
Рођен је 3. септембра 1919. године у Добоју.
Пре Другог светског рата је радио као машинбраврски радник.
Члан Комунистичке партије Југославије (КПЈ) је од 1941. године.
Учесник Народноослободилачке борбе је од 1941. године.
Налазио се на функцији командира Пете чете у Другом батаљону Шесте пролетерске источнобосанске ударне бригаде.
Погинуо је 8. фебруара 1943. године, приликом напада Другог батаљона на усташки воз, код железничке станице Новачка на прузи Хан Пијесак-Олово.
Указом председника Федеративне Народне Републике Југославије Јосипа Броза Тита, 21. јула 1953. године, проглашен је за народног хероја.